# Campeonato de España de Ciclismo en Ruta 2015
La CXIV edición del Campeonato de España de Ciclismo en Ruta se disputó el 28 de junio de 2015 en Cáceres, por un circuito que constó de 189,5 km de recorrido.
Participaron 113 ciclistas (56 de ellos amateurs), siendo los equipos más representados el Movistar Team (10 corredores) y Caja Rural-Seguros RGA (8 corredores).
La prueba fue ganada por Alejandro Valverde, que consiguió su segundo campeonato tras el logrado en 2008. Le acompañaron en el podio Carlos Barbero y Jesús Herrada.

## Clasificación final
| \| Clasificación general \| Clasificación general \| Clasificación general \| Clasificación general \| Clasificación general \| \| Ciclista \| Ciclista \| Equipo \| Tiempo \| \| \| --------------------- \| ------------------------ \| -------------------------- \| --------------------- \| --------------------- \| \| 1.º \| Alejandro Valverde \| Movistar Team \| 4 h 27 min 23 s \| \| \| 2.º \| Carlos Barbero \| Caja Rural-Seguros RGA \| + 0 s \| \| \| 3.º \| Jesús Herrada \| Movistar Team \| + 0 s \| \| \| 4.º \| Carlos Jiménez Lozano \| \| + 3 s \| \| \| 5.º \| Francesc Zurita \| \| + 3 s \| \| \| 6.º \| Vicente García de Mateos \| Louletano-Ray Just Energy \| + 3 s \| \| \| 7.º \| Egoitz García \| \| + 3 s \| \| \| 8.º \| Albert Torres Barceló \| Team Ecuador \| + 3 s \| \| \| 9.º \| Sergio Miguez \| \| + 3 s \| \| \| 10.º \| Óscar Sevilla \| EPM-UNE-Área Metropolitana \| + 3 s \| \| |                          |                            |                 |
| |                          |                            |                 |
| |                          |                            |                 |
| Clasificación general |                          |                            |                 |
| Ciclista | Ciclista                 | Equipo                     | Tiempo          |
| 1.º | Alejandro Valverde       | Movistar Team              | 4 h 27 min 23 s |
| 2.º | Carlos Barbero           | Caja Rural-Seguros RGA     | + 0 s           |
| 3.º | Jesús Herrada            | Movistar Team              | + 0 s           |
| 4.º | Carlos Jiménez Lozano    |                            | + 3 s           |
| 5.º | Francesc Zurita          |                            | + 3 s           |
| 6.º | Vicente García de Mateos | Louletano-Ray Just Energy  | + 3 s           |
| 7.º | Egoitz García            |                            | + 3 s           |
| 8.º | Albert Torres Barceló    | Team Ecuador               | + 3 s           |
| 9.º | Sergio Miguez            |                            | + 3 s           |
| 10.º | Óscar Sevilla            | EPM-UNE-Área Metropolitana | + 3 s           |